# Fünffarben-Bartvogel
Der Fünffarben-Bartvogel (Capito quinticolor) ist eine Vogelart aus der Familie der Amerikanischen Bartvögel. Die Art kommt in einem kleinen Gebiet im Norden Südamerikas vor. Es werden keine Unterarten unterschieden. Die IUCN stuft den Fünffarben-Bartvogel als gefährdet (vulnerable) ein, da auf Grund von Abholzungen sein Lebensraum zunehmend kleiner wird.

## Erscheinungsbild
Die Männchen des Fünffarben-Bartvogels erreichen eine Flügellänge von 8,5 bis 8,2 Zentimetern. Die Schwanzlänge beträgt 4,1 bis 4,5 Zentimeter. Die Schnabellänge beträgt 2,0 bis 2,2 Zentimeter. Die Männchen wiegen durchschnittlich 61,4 Gramm. Weibchen weisen ähnliche Körpermaße auf. Es besteht jedoch ein auffallender Sexualdimorphismus in der Gefiederfärbung.
Die Männchen haben eine schwarze Stirn. Der Scheitel reicht bis in den Nacken und ist leuchtend rot. Vom Schnabel über die Augen und die Ohrdecken bis in den Nacken verläuft ein breites, schwarzes Band. Auf dem ansonsten schwarzblauen Mantel befindet sich ein gelbes, V-förmiges Abzeichen. Das Kinn und die Kehle sind weiß bis cremefarben, die Brust und die Brustseiten sind gelblich bis goldfarben. Die Brustmitte ist am intensivsten gelb, bei einigen Individuen fast orange. Auf den Flanken befinden sich schwarze, tropfenförmige Flecken, die Schenkel sind rußig schwarz mit gelben Federspitzen. Die Federn der Unterschwanzdecken haben eine schwarze Mitte und sind an den Seiten und der Spitze gelblich-weiß. Der kräftige Schnabel ist verhältnismäßig kurz und spitz zulaufend. Die unbefiederte Augenregion ist schieferfarben, die Augen sind braun bis kastanienfarben oder rotbraun. Die Beine und Füße sind grau, blaugrau oder dunkelgrau. 
Die Weibchen weisen kein Rot am Kopf auf. Sie sind auf der Körperoberseite schwarz mit feinen gelben Längsstreifen. Die Kehle ist weiß mit feinen weißen Punkten. Brust und Bauch sind gelb, die Flecken sind hier größer und tropfenförmiger. 
Verwechslungsmöglichkeiten bestehen mit dem Tupfenbartvogel, der allerdings westlich der Anden nicht vorkommt und dessen Männchen keinen roten, sondern einen goldgelben Scheitel haben.

## Verbreitungsgebiet und Bestand

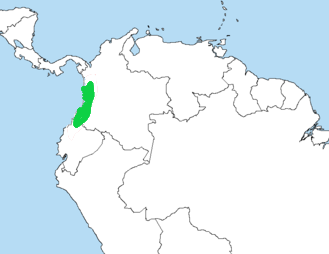
Verbreitungsgebiet des Fünffarben-Bartvogels (grün)

Der Fünffarben-Bartvogel wurde bislang nur an 14 Stellen in Kolumbien und im Norden Ecuadors beobachtet. Sein Verbreitungsgebiet umfasst hier Tiefebenen und die unteren Bergregionen bis in eine Höhe von 575 Metern. Die Art gilt grundsätzlich als selten und ist verhältnismäßig häufig nur an zwei Stellen in der ecuadorianischen Provinz Esmeraldas und in Nariño im Südwesten Kolumbiens. An einem dieser beiden Standorte wird der Wald selektiv abgeholzt.
Der Lebensraumverlust im ecuadorianischen Verbreitungsgebiet betrug in der ersten Dekade des 21. Jahrhunderts etwa 3,8 Prozent. Auch in Kolumbien nimmt der Lebensraumverlust seit kurzem deutlich zu. Ursache ist die zunehmende Umwandlung des Urwaldes in Ölpalmplantagen, eine verstärkte Holznutzung, der Anbau von Kakao und die verstärkte Suche nach Gold. Dies hat zu einer zunehmenden Bevölkerungsdichte in dieser Region und einem deutlichen Populationsrückgang beim Fünffarben-Bartvogel geführt. Aus diesem Grund stuft die IUCN den Fünffarben-Bartvogel als gefährdet ein. Der Weltbestand wird auf 85.000 bis 250.000 geschlechtsreife Individuen geschätzt.

## Lebensweise
Die Lebensweise des Fünffarben-Bartvogels ist bislang nur sehr unzureichend erforscht. Sein Lebensraum sind feuchte bis nasse Wälder der Tiefebenen. Er kommt hier an Waldrändern sowie in hochgewachsenen Sekundärwäldern vor. Er hält sich überwiegend in den Baumkronen auf, kommt während der Nahrungssuche aber auch bis auf 2,5 Meter über dem Erdboden herab. Gelegentlich schließt er sich Trupps anderer Vogelarten an. Die Fortpflanzungszeit fällt vermutlich in den Zeitraum April bis August.

## Belege